# 城郊乡 (汝城县)
城郊乡原属湖南省汝城县所辖乡，因位于城郊部位得名。地理上该乡东接土桥镇，西连外沙乡，南靠附城乡，北邻马桥乡、暖水镇；2012年4月撤销。以原城关镇、城郊乡、附城乡成建制合并设立卢阳镇。原城关镇、城郊乡、附城乡的行政区域为新设卢阳镇的行政区域，镇政府驻九龙大道。
撤销前的城郊乡下辖南门居委会，以及津江、益道、锦堂、横巷、东正、云善、予乐、甲亨共8个村。总人口约为1.39万人（2010年），土地总面积为28.67平方公里，耕地面积275公顷（约合4125亩），人均耕地面积0.29亩。
位于城郊乡益道村素有“湖南第一坊”之称的绣衣坊，建于明代正德十四年十二月（即1520年1月），距今已有近500年历史。